# فاطمة بديوي
فاطمة أحمد بُدَيْوي (30 ديسمبر 1929 - 20 يونيو 2007) شاعرة وكاتبة مسرحية سورية. ولدت في حماة ودرست في حلب ثم في حمص. نالت شهادة أهلية للتعليم في عام 1961، وعملت في التعليم وتربية الأطفال. كانت عضوة في جمعية الشعر باتحاد الكتاب العرب. كتبت القصة والرواية ونشر بعضها في الصحف المحلية ولها دواوين شعرية عديدة ومسرحيات.

## سيرتها
ولدت فاطمة أحمد بديوي السباعي 30 ديسمبر 1929 أو 1932/ 29 رجب 1348 في حماة. عانت اليتم وهي بعد طفلة، فتولى أخوها الأكبر الإشراف على تربيتها وتثقيفها، فكان يزودها بأمهات الكتب والمصادر ودواوين الشعراء. حرمت من إكمال تعليمها خضوعًا لتقاليد المجتمع، ولكنها حققت حظًا من التحصيل العلمي. 

افتتحت مدرسة خاصة عام 1955 في حمص عرفت بـحضانة روضة الأطفال، وتولت إدارتها، وأسست المسرح المدرسي في 1956 إضافة إلى تأسيسها لأول فرقة للرقص (فرقة السماح والفنون الأندلسية والشعبية) والتي اعتبرت الفرقة الأولى لهذا الفن في سوريا. شاركت في العديد من المهرجانات واللقاءات التلفزيونية والإذاعية داخل سوريا وخارجها. ونالت عدة جوائز على نشاطها المسرحي. انتسبت إلى جمعية الشعر باتحاد الكتاب العرب في 1982. 

توفيت فاطمة بديوي في يوم 20 يونيو 2007/ 5 جمادى الآخرة 1428 في حمص.

## حياتها الشخصية
في عام 1946 تزوجت في حمص من التاجر عبد الباسط السباعي ابن الشيخ عبد الكريم السباعي.

## مؤلفاتها
من دواوينها الشعرية:
- أغاريد الطفولة، أناشيد مدرسية، 1961
- دموع تحترق، 1982
- العشق القدسيّ، 1991
- صدى الحرمان، 1998
- منارة المجد، 1999
- همس الملائكة، 2005

ومن مسرحياتها:
- يتيم الثورة
- بين الخير والشر
- بين الفضيلية والرذيلة
- أولادنا ضحايانا

ولها أيضًا:
- عروس، رواية
- ضحايا، قصص قصيرة
- الناس ذئاب، قصص قصيرة
- ظلال لا تغيب، سيرة ذاتية، 2004

## وصلات خارجية
- فاطمة بديوي على موقع أرشيف الشارخ.
- في موقع أرشيف المجلات